# Луций Квинкций Цинциннат (военный трибун 386 года до н. э.)
Лу́ций Кви́нкций Цинцинна́т (лат. Lucius Quinctius Cincinnatus; V—IV века до н. э.) — римский политический деятель из патрицианского рода Квинкциев, военный трибун с консульской властью в 386, 385 и 377 годах до н. э. Предположительно сын военного трибуна 438, 425 и 420 годов до н. э., носившего то же имя.
Во время первого трибуната Луция Квинкция (386 год до н. э.) началась война с Антием, и пять трибунов заявили о своей готовности подчиниться шестому — Марку Фурию Камиллу. Последний, отправившись на войну, поручил Луцию Квинкцию набрать войско из граждан старших возрастов и уволенных по инвалидности для охраны Города. Позже Квинкций вместе с коллегой Луцием Горацием воевал с эквами.
О действиях Луция Квинкция во время второго трибуната, когда был избран диктатор Авл Корнелий Косс, источники ничего не сообщают. В 377 году до н. э. Цинциннат и его коллега Сервий Сульпиций Претекстат разбили латинов, напавших на Тускул.